# Сајксвил (Пенсилванија)
Сајксвил (енгл. Sykesville) град је у америчкој савезној држави Пенсилванија.

## Демографија
По попису из 2010. године број становника је 1.157, што је 89 (-7,1%) становника мање него 2000. године.
| Група             | 2000.         | 2010.         |
| Белци             | 1.238 (99,4%) | 1.135 (98,1%) |
| Афроамериканци    | 3 (0,2%)      | 3 (0,3%)      |
| Азијати           | 0 (0,0%)      | 2 (0,2%)      |
| Хиспаноамериканци | 3 (0,2%)      | 7 (0,6%)      |
| Укупно            | 1.246         | 1.157         |